# Mesochorus fallax
Mesochorus fallax là một loài tò vò trong họ Ichneumonidae.